# Estação Constitución de 1917
A Estação Constitución de 1917 é uma das estações do Metrô da Cidade do México, situada na Cidade do México, seguida da Estação UAM-I. Administrada pelo Sistema de Transporte Colectivo, é uma das estações terminais da Linha 8.
Foi inaugurada em 20 de julho de 1994. Localiza-se no cruzamento da Avenida Ermita-Iztapalapa com a Avenida Luis Manuel Rojas e a Rua Periférico Canal de Garay. Atende os bairros Constitución de 1917 e Los Ángeles, situados na demarcação territorial de Iztapalapa. A estação registrou um movimento de 33.271.713 passageiros em 2016.